# روس لابو
روس لابو (بالإنجليزية: Ross LaBauex)‏ (5 ديسمبر 1988 بشيكاغو في الولايات المتحدة - ) هو لاعب كرة قدم أمريكي في مركز الوسط. شارك مع منتخب الولايات المتحدة تحت 20 سنة لكرة القدم. أما مع النوادي، فقد لعب مع كولورادو رابيدز وRochester Rhinos ‏ وChicago Fire U-23 ‏.

## وصلات خارجية
- روس لابو على موقع الدوري الأمريكي (الإنجليزية)
- روس لابو على موقع قاعدة بيانات كرة القدم.إي يو (الإنجليزية)